# ولادیمیر وورونکوف
ولادیمیر وورونکوف (روسی: Владимир Петрович Воронков؛ ۲۰ مارس ۱۹۴۴ – ۲۵ سپتامبر ۲۰۱۸) اسکی‌باز صحرانوردی اهل اتحاد جماهیر شوروی سوسیالیستی بود.